# Lecariocalyx
Lecariocalyx là một chi thực vật có hoa trong họ Thiến thảo (Rubiaceae).

## Loài
Chi Lecariocalyx gồm các loài: